# Les Authieux
Les Authieux település Franciaországban, Eure megyében. Lakosainak száma 292 fő (2022. január 1.). Les Authieux Chavigny-Bailleul, Coudres, La Forêt-du-Parc, Jumelles és Saint-André-de-l’Eure községekkel határos.

## Népesség
A település népességének változása:
| Lakosok száma | 146  | 155  | 241  | 224  | 284  | 295  | 294  | 286  | 291  | 292  |
|               | 1968 | 1982 | 1990 | 2006 | 2013 | 2015 | 2017 | 2019 | 2020 | 2022 |